# Kathleen Nord
Kathleen Nord (n. 26 decembrie 1965, Magdeburg, RDG – d. 24 februarie 2022, Elmshorn, Schleswig-Holstein, Germania) a fost o înotătoare ce a reprezentat Germania, medaliată olimpică. A participat la o ediție a Jocurilor Olimpice (1988) în care a câștigat o medalie de aur.